# Parafia Niepokalanego Poczęcia Najświętszej Maryi Panny w Rynie
Parafia Niepokalanego Poczęcia NMP w Rynie – parafia rzymskokatolicka została erygowana kanonicznie w 1962, kościół wybudowano w latach 1978–1980, został poświęcony 1 czerwca 1980 roku przez biskupa warmińskiego Józefa Glempa. W parafii posługują księża pallotyni.
Obecnie proboszczem jest ks. Tomasz Stefanowski SAC, a wikariuszami: ks. Dariusz Szyra SAC oraz ks. Mirosław. 